# 米塚尚史
米塚 尚史（よねつか なおふみ）Naofumi Yonetsukaは、有限会社ハウンテッド代表。青森県弘前市出身。東京造形大学彫刻課在学中に、バンド活動を通して特殊メイクに触れる。特殊メイク、特殊造型などの仕事を経て、1993年に特殊メイク・造形工房「ハウンテッド」を設立。CM、ミュージックビデオ、テレビドラマ、映画、展示会などで特殊メイク・造形・デザインなどを手掛け、近年はロボット製作も手掛ける。またコスチューム等衣装デザイン製作なども得意としている。

## 経歴
- 青森県弘前市出身。青森県立弘前高等学校卒業。
- 1990年、東京造形大学彫刻学科中退。
- 1993年、特殊メイク・特殊造形スタジオの有限会社ハウンテッドを設立。

## 製作
- 1999 -DIR EN GREY（ディル・アン・グレイ）「残-ZAN-」のプロモーションビデオに特殊メイク、特殊造型で参加。同年の日本全国をツアーしながら9月に横浜アリーナ公演ではツアーのセットデザインも手掛ける。
- 2001 -Victor SPEED STAR　RECORDS THE MAD CAPSULE MARKETSのアルバム「010」のジャケットのために製作した動く「WHITE CRUSHER」が全国のタワーレコードで展示される。
- 2001 -東芝EMI 矢井田瞳『 I'm here saying nothing』プロモーションビデオ用に本人から型をとったマスクを製作。
- 2005 -avex trax：浜崎あゆみ『STEP you』PVにてブリキをテーマにしたキャラクターをデザイン製作。
- 2007 -コロンビアミュージックエンタテインメント 木村カエラ シングル「Samantha」CDジャケット撮影用に本人の肩にタトゥーのメイクを施す。
- 2007 -ユニバーサルミュージック GReeeeN「刹那」MVにて山下真司扮するグリーンジャーのコスチューム製作。
- 2011 -サムスン電子ジャパン　GALAXY SⅡ 「SPACE BALLOON PROJECT」にて人形及びカメラマウント装置担当。[1]
- 2013 -モルソン・クアーズ・ジャパン（株）ZIMA 「Z-MACHINES」ロボットデザイン[2]
- 2015 -TAMIYA × JUN WATANABE Presents「RCカー カスタムデザイン展」参加 [3]
- 2018  -『2018 FIFA ワールドカップ』ロシア大会 AIロボット「AIカビラくん」フェイスデザイン[4]

### CM
- 2001 -NOVA TVCM 『顔とコトバ』篇にて関西弁をしゃべる宇宙人のメカニカルパペットをデザイン、製作。
- 2001 -住友スリーエム/スコッチ・ブライト「かっぱ」造型担当[5]
- 2005  -ピザーラ エビマヨ　TV-CM『えび体操』篇エビマヨダンスの子供たちのエビの浮輪とストライプの水着のデザイン及び製作。シリーズ化した翌年はその年キャラクターに起用されたボブサップ用のエビの浮輪とストライプの水着も製作。
- 2007 -エステー（株）ムシューダTV‐CM　「クマの叫び」篇にて「ムッシュ熊雄」の着ぐるみ製作。[6]
- 2007 -サミー株式会社　「ぱちんこCR北斗の拳」TV-CF「トキ」篇にて実写版のトキを髪の毛から衣装に至るまで再現。
- 2007 -アニコムインターナショナル パフェジャポン「どうぶつのケガ／どうぶつの肥満／どうぶつの迷子」造型[7]
- 2011 -三幸興業 「ヒーローの転職／ポトーも転職」特殊メイク・着ぐるみ[8]
- 2015 -ソフトバンク（株）CM　「白戸家 岡山」篇にて鬼特殊メイク及び衣装、金棒製作。
- 2015 -（株）島忠CM「家具」篇にて草彅 剛氏の特殊メイク担当[9]
- 2017 -三幸コーポレーション「ハイパーマン」 特殊メイク・着ぐるみ担当[10]